# Șinca (Brașov)
Șinca [ˈʃinka] ist eine Gemeinde im Kreis Brașov in der Region Siebenbürgen in Rumänien. Gemeindesitz ist der Ort Șinca Veche (Alt-Schenk).

## Geographische Lage

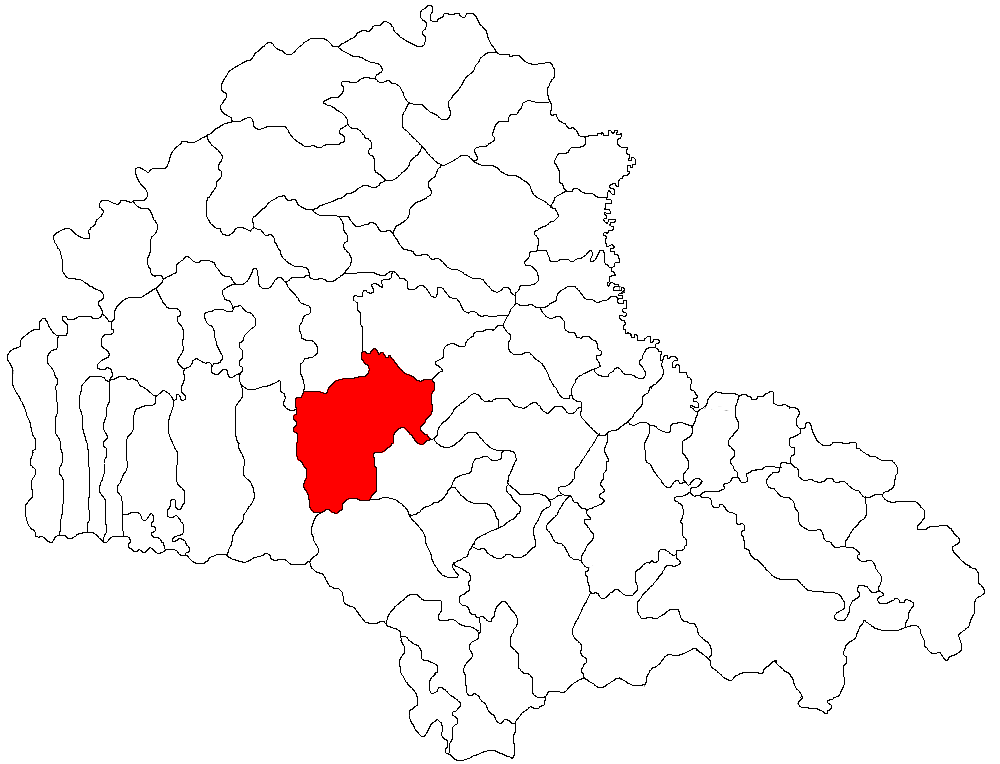
Lage der Gemeinde Șinca im Kreis Brașov

Die Gemeinde Șinca liegt südlich des Siebenbürgischen Beckens, nördlich des Făgăraș-Gebirges (Fogarascher Gebirge). Am Bach Șercaia – ein linker Nebenfluss des Olt (Alt) –, an der Nationalstraße (drum național) DN 73A und an der Bahnstrecke Brașov–Făgăraș liegt das Gemeindezentrum etwa 23 Kilometer südöstlich von der Stadt Făgăraș (Fogarasch); die Kreishauptstadt Brașov (Kronstadt) liegt ca. 50 Kilometer südöstlich entfernt.

## Geschichte
Der Ort Șinca Veche (Alt-Schenk) wurde erstmals um 1808 urkundlich erwähnt. Zur Zeit der Habsburgermonarchie war hier die II. Kompanie eines Grenzregiments stationiert.
Im Königreich Ungarn lag die heutige Gemeinde im Stuhlbezirk Sárkány (heute Șercaia; Schirkanyen) im Komitat Fogaras, anschließend im Kreis Făgăraș und ab 1950 im heutigen Kreis Brașov an.

## Bevölkerung
Bei der Volkszählung 1850 wurden auf dem Areal der Gemeinde Șinca 4498 Menschen gezählt. In dem von überwiegend rumänischer Bevölkerung lebenden Gemeinde, wurde die höchste Einwohnerzahl (5116) und auch gleichzeitig die der Rumänen (4807) 1956 registriert. Die höchste Einwohnerzahl der Roma (783) wurde 2002, die der Magyaren (107) 1910 und die der Rumäniendeutschen (46) 1900 ermittelt. 2011 lebten in der Gemeinde 3401 Menschen. 3067 waren Rumänen, 122 Roma, acht waren Magyaren und restliche machten keine Angaben zu ihrer Ethnie.
Die Hauptbeschäftigung der Bevölkerung ist die Landwirtschaft und Viehzucht.

## Sehenswürdigkeiten
- Das Höhlenkloster in Șinca Veche, auch “Templul Ursitelor” (Tempel der Auserwählten) genannt (⊙).[7]
- Auf dem Areal von Șinca Veche, bei von den Einheimischen Strâmbșoara Mare genannt, befindet sich ein etwa 350 Hektar großer unberührter Wald,[8] in dem eine ca. 300 Jahre alte und 62,5 Meter hohe Tanne (die höchste in Rumänien) stehen soll. Das Waldstück sollte 2014 UNESCO-Welterbe werden.[9]
- Im eingemeindeten Dorf Bucium das Kloster “Pacea Lumii” (Weltfrieden)[10]
- Im eingemeindeten Dorf Ohaba die im Friedhof stehende Kirche Adormirea Maicii Domnului, zwischen 1769 und 1773 errichtet, steht unter Denkmalschutz.[11]
- Im eingemeindeten Dorf Perșani die Kirche Sf. Arhangheli, 1704 errichtet, steht unter Denkmalschutz.[11]